# Lemniscomys mittendorfi
Lemniscomys mittendorfi — вид гризунів родини мишевих (Muridae). Це ендемік Камеруну, де він зустрічається на високих висотах на одній горі. Його природним середовищем існування є тропічні високогірні луки.

## Морфологічна характеристика
Це дрібний гризун з довжиною голови й тулуба від 85 до 98 мм, довжиною хвоста від 75 до 85 мм, довжиною лапи від 19 до 22 мм, довжиною вух від 13 до 15 мм і вага до 34 грамів. Верх темно-бурий, з невеликою чорнуватою спинною смужкою і сіруватими боками, де з кожного боку розташовано вісім рядів солом'яно-жовтих плям. Черевні частини і ноги темно-сірі, з легким солом'яно-жовтим відблиском. Навколо очей темні кільця, а ніс жовто-коричневий. Ноги жовтувато-коричневі, вкриті невеликою кількістю волосся. Хвіст коротший за голову й тулуб, зверху чорний, знизу жовтувато-білуватий, у серединній частині густо вкритий короткими волосками.

## Поведінка
Це наземний вид.